# Devin Mesoraco
Devin Douglas Mesoraco (ur. 19 czerwca 1988) – amerykański baseballista występujący głównie na pozycji łapacza.

## Przebieg kariery
Po ukończeniu szkoły średniej w 2007 został wybrany w pierwszej rundzie draftu z numerem 15. przez Cincinnati Reds i początkowo występował w klubach farmerskich tego zespołu, między innymi w Louisville Bats, reprezentującym poziom Triple-A. W Major League Baseball zadebiutował 3 września 2011 w meczu przeciwko St. Louis Cardinals jako pinch hitter, w którym zaliczył double'a. Pierwszego home runa w MLB zdobył dziewięć dni później w meczu z Chicago Cubs. Przez następne dwa lata był zmiennikiem Ryana Hanigana, który w grudniu 2013 przeszedł do Tampa Bay Rays. W lipcu 2014 po raz pierwszy został wybrany do Meczu Gwiazd.
8 maja 2018 przeszedł do New York Mets za Matta Harveya.

## Nagrody i wyróżnienia
| Nagroda/wyróżnienie | Lata | Źródło |
| All-Star            | 2014 | [ 1 ]  |